# Obili
 (juillet 2018).
Si vous disposez d'ouvrages ou d'articles de référence ou si vous connaissez des sites web de qualité traitant du thème abordé ici, merci de compléter l'article en donnant les références utiles à sa vérifiabilité et en les liant à la section « Notes et références ».
Obili est un quartier de la ville de Yaoundé, capitale du Cameroun, situé dans l’arrondissement de Yaoundé VI.

## Histoire
En 1940, des indigènes vivant dans le sud de la ville de Yaoundé furent contraints de quitter leurs terres qu’ils occupaient depuis 1912 par les occupants français. Ils furent ainsi obligés de fonder un autre village. Ils vont s’établir sur de nouvelles terres, « Obili ». Ce mot signifie dès lors « habitation ou résidence forcée ». Le toponyme est une forme altérée et apocopée du mot français « Obligatoire ».
Pendant longtemps, « Obili » a résisté à l’appellation Onana Meubles, nom d’un menuisier célèbre installé dans ce quartier. Autre appellation célèbre dans le quartier, « Biscuiterie », à cause d’une fabrique de biscuits de marque BR implanté entre 1968-1969 à cet endroit,.

## Géographie
Obili est situé à l’Ouest de Yaoundé, entouré des quartiers Ngoa-Ekelle, Biyem-Assi et Melen.

## Éducation
Obili est un quartier à forte connotation éducative. En effet, le quartier abrite plusieurs établissements scolaires, secondaires et universitaires. Parmi les établissements scolaires, il existe par exemple Francky Nursery and Primary School. De même, l’école primaire Sainte Thérèse, également d’expression anglophone. Au secondaire, il  abrite également un établissement scolaire privé de référence, English High School Yaoundé (EHS).

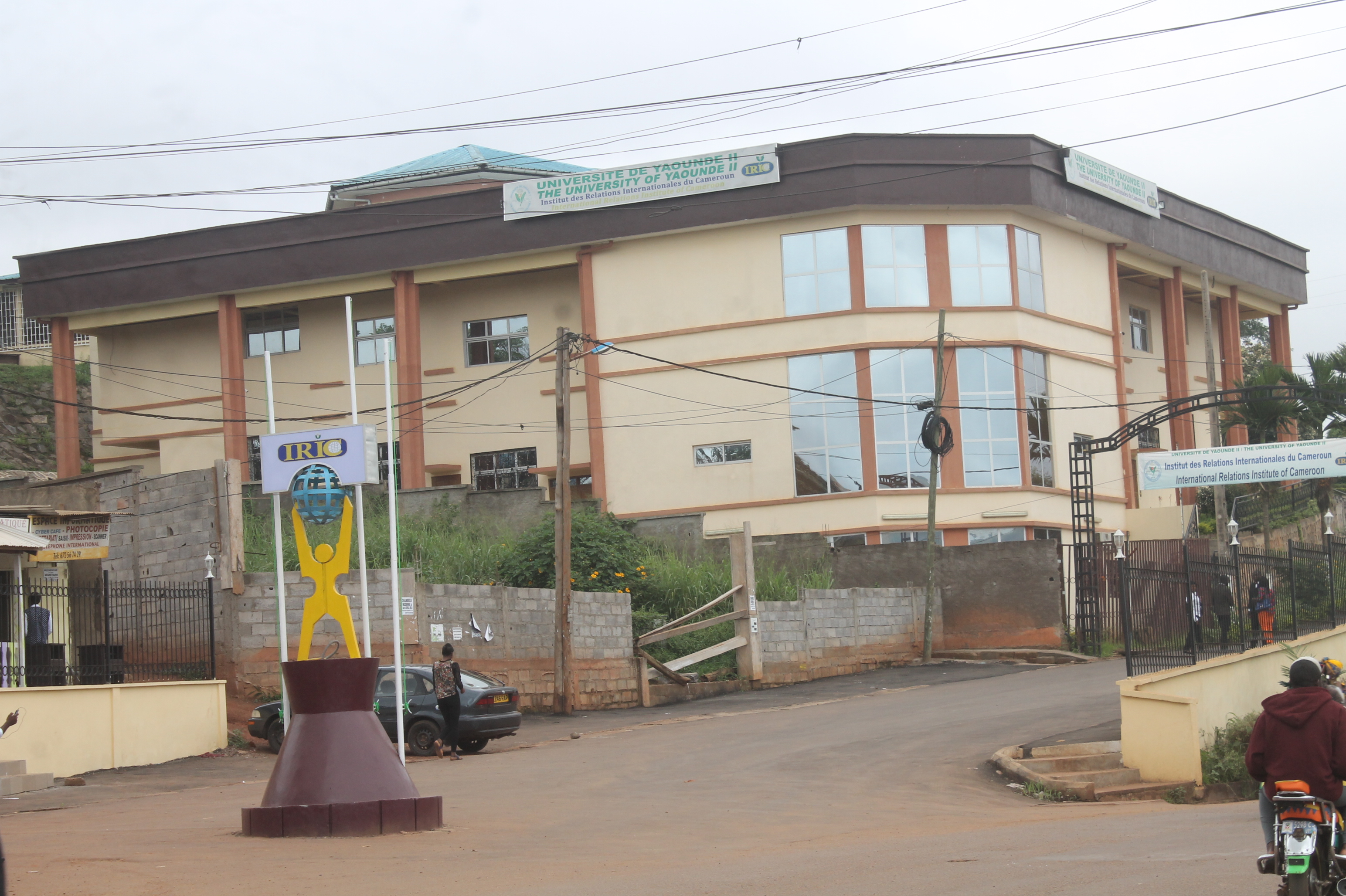
Entrée de l'Institut des Relations Internationales du Cameroun (IRIC)

Obili est le quartier qui abrite l’Institut des Relations internationales du Cameroun (IRIC), une école de l’Université de Yaoundé II, spécialisée en diplomatie et relations internationales. Également, du siège de l'Association Nationale des Comités de Langues Camerounaises  (ANACLAC) dont les membres sont à l'origine de l'Alphabet Général des Langues Camerounaises (AGLC). 
Des instituts de formation privés sont également installés dans ce quartier. Entre autres, le centre de formation en langue allemande, JugendZentrum.

## Institutions
C’est au quartier Obili qu’est installé un démembrement de la Garde présidentielle (GP) du Cameroun.
Le quartier abrite également l’orphelinat des sœurs missionnaires de la Résurrection, qui dispose en son sein d’une école primaire anglophone.

## Activités économiques
Les activités économiques sont dynamiques et variées au quartier Obili. Entre autres, snack-bars, de ventes à emporter et de commerces généraux.
Sur le plan alimentaire, le quartier dispose de deux boulangeries, notamment une de référence, la « boulangerie française ». Par ailleurs, un marché de vivres frais existe au niveau de la chapelle Sainte Anne d’Obili.
Plusieurs agences de voyages qui desservent les villes des régions de l’Ouest et du Nord-Ouest ont également leur siège au quartier Obili. Cette activité en a développé d’autres. À savoir, l’ouverture de snack-bars à proximité, ainsi que le commerce de légumes frais et autres vivres venant de ces régions. De même, le quartier est réputé dans la vente de tissus traditionnels et autres accessoires en provenance du Nord-Ouest.
Obili est un quartier peuplé d’étudiants. De ce fait, plusieurs logements estudiantins de propriétaires privés y sont construits et habités par cette population.

## Lieux de culte
- La paroisse Sainte Anne d’Obili à destination des chrétiens d’obédience catholique, cette paroisse a la particularité d’offrir des offices en plusieurs langues : anglais, français, et ewondo (langue locale), elle fait partie du pôle Mvolyé de l'Archidiocèse de Yaoundé.

- Des églises pentecôtistes.

## Population
Cosmopolite de par son histoire, Obili regorge d’une population aux origines variées. Aux autochtones, se mêlent les populations venues des Grassfields principalement et des autres groupes ethniques. Par ailleurs, il existe une population estudiantine diversifiée, du fait des établissements d’enseignement supérieur (Université de Yaoundé 1, Iric, Faculté de Médecine et des Sciences Biomédicales) qui entourent ce quartier.

## Santé
Pour les besoins sanitaires, Obili regorge de quelques cliniques privées. Il existe par ailleurs deux pharmacies.